# Butadiin
A butadiin (más néven diacetilén) szerves vegyület, képlete C4H2. A legegyszerűbb vegyület, melyben két hármas kötés található. Az elméleti szempontból érdekes, ám gyakorlati jelentőséggel nem rendelkező poliinek sorozatának első tagja.

## Előfordulása
Jellemző rezgési spektruma alapján kimutatták jelenlétét a Titán légkörében és a CRL 618 protoplanetáris ködben. A feltételezések szerint acetilén és – az acetilén fotolízise során keletkező – etinil gyök (C2H) reakciójában keletkezik: a gyök megtámadja az acetilén hármas kötését, és még alacsony hőmérsékleten is hatékonyan reagál. A Holdon is észlelték.

## Előállítása
1,4-diklór-2-butin alkoholos közegben kálium-hidroxiddal alacsony hőmérsékleten végzett dehidrohalogénezésével állatható elő:
ClCH2C≡CCH2Cl  +  2 KOH   → HC≡C−C≡CH  +  2 KCl  + 2 H2O
Bisz(trimetilszilil)-védett származéka előállítható a  (trimetilszilil)acetilén Hay-kapcsolásával:
2 Me3Si−C≡CH → Me3Si−C≡C−C≡C−SiMe3

## Fordítás
Ez a szócikk részben vagy egészben  a   Diacetylene című angol Wikipédia-szócikk ezen változatának fordításán alapul.  Az eredeti cikk szerkesztőit annak laptörténete sorolja fel. Ez a jelzés csupán a megfogalmazás eredetét és a szerzői jogokat jelzi, nem szolgál a cikkben szereplő információk forrásmegjelöléseként.

## További olvasnivalók
- (2000) „Diacetylene: a candidate for industrially important reactions”. Russian Chemical Reviews 69 (7), 591. o. DOI:10.1070/RC2000v069n07ABEH000564.